# Keonjhar

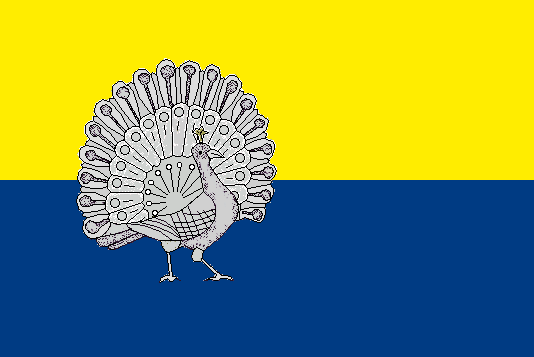
Bandera de Keonjhar

Keonjhar fou un estat tributari protegit a Orissa, amb una superfície de 8.019 km² limitat al nord pel districte de Singhbhum; a l'est per l'estat de Mayurbhanj i el districte de Balasore; al sud pel districte de Cuttack i l'estat de Dhenkanal; i a l'oest pels estats de Pal Lahara i Bonai; està format per dos trossos separats: el Baix keonjhar amb valls i terres planes i l'Alt Keonjhar amb la zona muntanyosa. El riu principal era el Baitarani i les muntanyes principals el Gandhamadan (1078 metres), Thakurani (931), Tomak (799) i Bolat (564). La població era de 181.871 habitants el 1872, 215.612 el 1881, de 285.758 habitants el 1901 i de 460.609 el 1931. La capital era Keonjhar amb 4.532 habitants, i a l'estat hi havia 937 pobles entre els quals Anandpur a la riba del Baitarani.
L'estat era part de Mayurbhanj però vers el 1688 les tribus locals van trencar la seva submissió i van nomenar un germà del raja com a sobirà. Fins llavors van governar 36 rages a Mayurbhanj. El raja local va ser lleial als britànics el 1857 i en agraïment se li va reduir el tribut i va obtenir el títol de maharajà; va morir el 1861 sense fills legítims i el govern britànic va nomenar al seu fill il·legítim però això va provocar una revolta del bhuiya de les tribus juang, que va haver de ser sufocada pels britànics; altre cop les tribus es van revoltar el 1891 per protestar contra l'opressió d'un ministre, i altra vegada va caldre la intervenció de les tropes britàniques.
Els ingressos s'estimaven en 3 lakhs i el tribut era de 1.710 rúpies. Administrativament l'estat estava dividit en dos subdivisions: Anandpur o Baix Keonjhar; i Champeswar o Nuagarh.

## Bandera
La bandera era rectangular partida horitzontalment, groc a la part superior i blau marí a la inferior. Al mig de les dues franges, cap al costat del pal, un paó.

## Llista de rages
- Raja JAGANNATH BHANJ 1688-1700
- Raja RAGHUNATH BHANJ 1700-1719
- Raja GOPINATH BHANJ 1719-1736
- Raja NARSINGH NARAYAN BHANJ 1736-1757
- Raja DANESHWAR NARAYAN BHANJ 1757-1758
- Raja JAGATESHWAR NARAYAN BHANJ 1758-1762
- Raja PRATAP BALBHADRA BHANJ 1764-1792 o 1762-1797
- Raja JANARDAN BHANJ 1794-1825 o 1797-1832
- Raja GADADHAR NARAYAN BHANJ Deo 1825-1861 o 1832-1861
- Maharaja DHANURJAI NARAYAN BHANJ Deo 1861-1905
- Raja GOPINATH NARAYAN BHANJ Deo 1905-1926
- Raja Shri BALBHADRA NARAYAN BHANJ Deo 1926-1948

## Nota
1. ↑  La Gaseta Imperial de l'Índia de 1885 dona 27 rages des de 1688 a 1881, i la de 1908 dona 36 entre 1688 i 1908, però ambdues xifres serien incorrectes i potser referides als rages que havien governat a Mayurbhanj entre la fundació d'aquest i vers el 1688